# Schloss Stegeborg

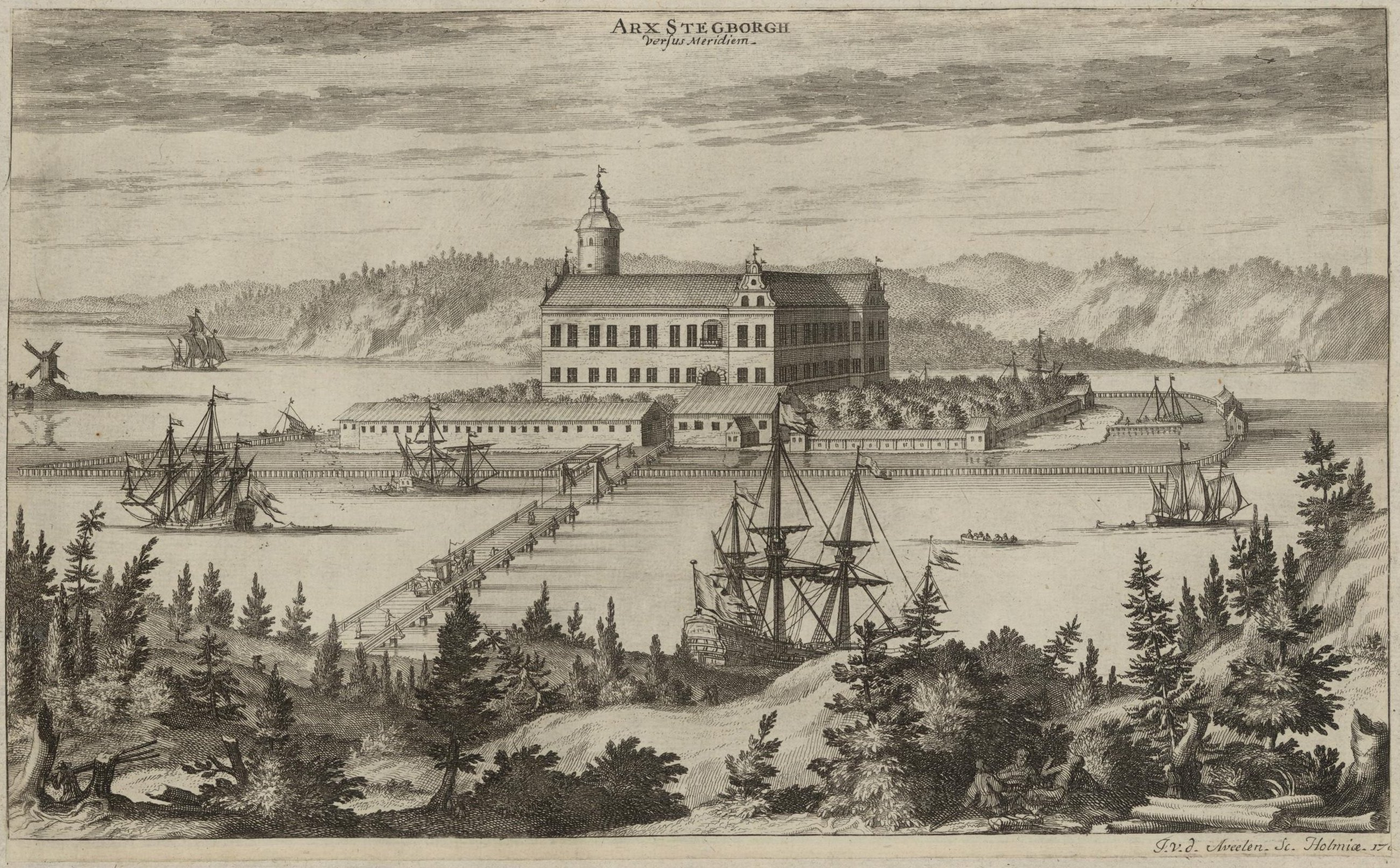
Das Schloss Stegeborg auf einem Kupferstich von 1706, aus Suecia antiqua et hodierna.

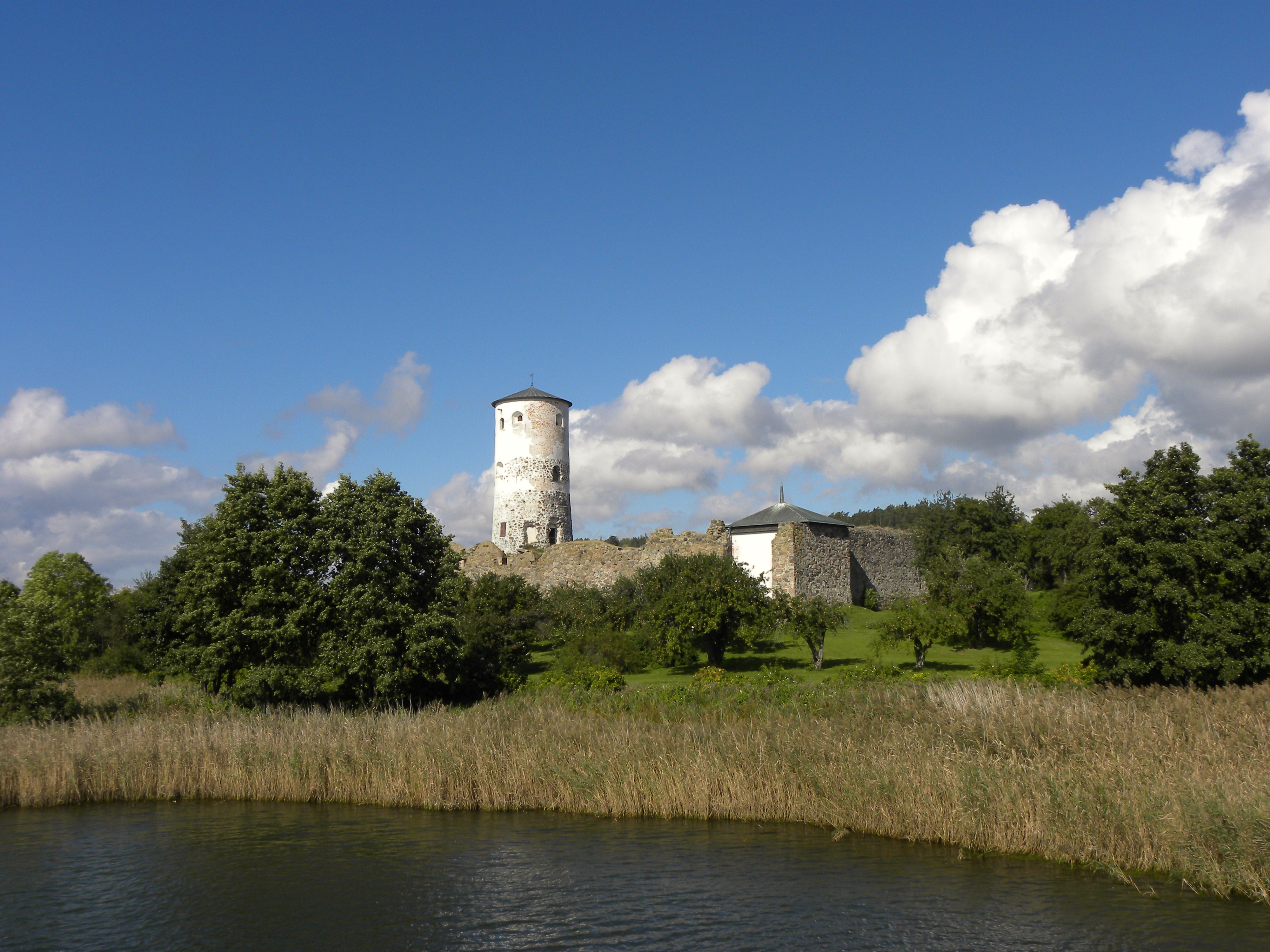
Die Ruine im Jahr 2010

Die Ruine des Schlosses Stegeborg liegt in der schwedischen Gemeinde Söderköping auf einer Insel in dem als Slätbaken bezeichneten schmalen Sund der Ostsee. In dem südlich des Vikbolandet und südöstlich von Norrköping gelegenen Sund, sperrte einst eine Linie ins Wasser geschlagener Pfähle die Durchfahrt für Schiffe ab. Die Pfähle wurden mit Hilfe der Radiokohlenstoffdatierung in die Zeitspanne zwischen das 689 bis 1012 n. Chr. datiert, wohingegen die Burg das erste Mal im Jahr 1310 als Stækaborg auftaucht.
Von den heute noch vorhandenen Resten stammen die ältesten von einem viereckigen Ziegelsteinturm aus dem 13. Jahrhundert, der sich in der südöstlichen Ecke befand. Im 14. Jahrhundert entstand eine einfache Wohnburg, die mit einer Ringmauer und einem Rundturm im Westen erweitert wurde. In den folgenden Jahrhunderten wurde die Burg weiter ausgebaut. Die größte Bautätigkeit fand in der Regierungszeit des hier geborenen Königs Johann III. statt, als der heute noch vorhandene Rundturm seine endgültige Gestalt erhielt. Die Könige der Dynastie Vasa wohnten gerne in der Burg, die durch eine Schlosskirche vervollständigt wurde.
Zwischen 1652 und 1689 pachteten die Grafen Johan Kasimir und Adolf Johan aus dem Hause Pfalz-Zweibrücken-Kleeburg das Schloss, welches auch als Verwaltungssitz für den Schärenhof von Östergötland genutzt wurde. Der darauf folgende Verfall führte dazu, dass man das Schloss 1731 bis auf wenige Mauern im Erdgeschoss abtrug und die Steine als Baumaterial im nahen Norrköping verwendete. Auf einem nahegelegenen königlichen Gutshof errichtete man 1806 ein neues Schloss im klassizistischen Stil.